# دم‌کرکی
دم‌کُرکی (نام علمی: Sarothrura) نام یک سرده از خانواده دم‌کرکیان است.

## گونه‌ها
- سرده Sarothrura (flufftails; 9 گونه)
  - دم‌کرکی سفیدخال،  Sarothrura pulchra
  - دم‌کرکی خال‌نخودی،  Sarothrura elegans
  - Red-chested flufftail, Sarothrura rufa
  - دم‌کرکی سربلوطی،  Sarothrura lugens
  - یلوه دم‌کرکی بوهم،  Sarothrura boehmi
  - دم‌کرکی راه‌راه،  Sarothrura affinis
  - دم‌کرکی ماداگاسکار،  Sarothrura insularis
  - دم‌کرکی بال‌سفید،  Sarothrura ayresi
  - دم‌کرکی نوک‌باریک،  Sarothrura watersi